# Dean E. Smith Student Activities Center
Das Dean E. Smith Student Activities Center (oder auch Dean Smith Center und Dean Dome) ist eine Mehrzweckhalle in Chapel Hill, North Carolina.

## Geschichte und Nutzung
Die Arena bietet Platz für 21.750 Besucher und wurde vom 17. April 1982 bis zur Eröffnung am 18. Januar 1986 von Paul Howard Construction und Geiger Engineers erbaut. Die Architekten der Corley Redfoot Architects, Inc. entwarfen das Gebäude. Es ist nach dem Basketballtrainer Dean Smith benannt und wurde in den Jahren 1992 und 2000 erweitert. Es wird hauptsächlich für Basketballwettkämpfe genutzt und ist die Heimspielstätte der Herrenmannschaft der North Carolina Tar Heels. Neben Sportveranstaltungen fanden auch schon Konzerte internationaler Musikgrößen wie Eric Clapton (1990, 1992), Phil Collins, Janet Jackson und R.E.M. in der Halle statt.